# Bhakra-Talsperre
Die Bhakra-Talsperre (oder Bhakra-Nangal-Talsperre; englisch Bhakra Dam) ist eine große Talsperre im Distrikt Bilaspur im indischen Bundesstaat Himachal Pradesh.
Ihr Absperrbauwerk ist eine 226 m hohe Gewichtsstaumauer aus Beton, die höchste derartige Staumauer Indiens und eine der höchsten der Erde. Die Talsperre liegt am Satluj nahe der Grenze der nordindischen Bundesstaaten Punjab und Himachal Pradesh an der Durchbruchstelle der Siwaliks. Eigentümer ist die Regierung des Punjab. Der 166 km² große Gobindsagar-Stausee der Talsperre wurde nach dem Guru Gobind Singh benannt.
Die Talsperre ist ein Teil des Bhakra Nangal Project, dessen Ziele Hochwasserschutz im Tal des Satluj, Bewässerung und Stromerzeugung sind. Durch die Talsperre werden 40.000 km² Felder in Delhi, Haryana, Punjab, Rajasthan und Himachal Pradesh bewässert. An beiden Seiten des Flusses steht jeweils ein Krafthaus. Die installierte Gesamtleistung der insgesamt 10 vertikalen Francis-Turbinen beträgt 1361 MW (linkes Krafthaus: 3 × 108 MW, 2 × 126 MW; rechtes Krafthaus: 5 × 157 MW).
13 km unterhalb der Bhakra-Talsperre gibt es noch eine kleinere Hilfstalsperre, die Nangal-Talsperre.
Die Baukosten betrugen 2,4 Milliarden Rupien. Es wurden 100.000 Tonnen Stahl verbaut.